# Rubina Nath
Rubina Nath (* 17. Oktober 1987 in Berlin als Rubina Kuraoka (anhörenⓘ)) ist eine japanisch-deutsche Synchronsprecherin sowie Sprecherin von Hörspielen & Hörbüchern. Sie ist die deutsche Standardstimme von Dakota Johnson, Karen Gillan und Lupita Nyong’o. Außerdem spricht sie in der Disney-Serie Shogun (2024) die Rolle der Mariko (Anna Sawai).

## Biographie
Rubina Nath kam durch ihre Mutter, eine Aufnahmeleiterin bei den Bikini Studios/Kuraoka Entertainment, zum Synchronsprechen.
Nath war zunächst als Sprecherin von Animationsrollen bekannt. So lieh Nath unter anderem Yukino Miyazawa in Kare Kano, Sara in Angel Sanctuary, Ringo Noyamano in Air Gear und Yuzuriha Nekoi in X 1999 sowie Tsubasa Chronicle ihre Stimme. Zudem synchronisierte sie kleine, animierte Wesen, dazu zählen unter anderem Mokona aus ×××HOLiC und Kyubey aus Puella Magi Madoka Magica. 2009 hörte man sie als Riful in der japanischen Anime-Serie Claymore (Manga) und als die an einer multiplen Persönlichkeitsstörung leidende Koyomi in Zombie-Loan.
Seit 2005 hört man Nath regelmäßig als Littlefoot in In einem Land vor unserer Zeit und als Daphne in Scooby-Doo.
Nath vertont seither hauptsächlich US-amerikanische Schauspielerinnen, angefangen mit Miranda Cosgrove in der Serie iCarly bis hin zu bekannten Hollywoodgrößen wie Dakota Johnson aus Fifty Shades of Grey oder Karen Gillan aus Guardians of the Galaxy. 2013 sprach sie Oscar-Preisträgerin Nyong’o in dem Film 12 Years a Slave. Ihre Stimme leiht sie auch der indischen Schauspielerin Anushka Sharma.
Nath ist mit dem Schauspieler und Synchronsprecher Tobias Nath verheiratet. Sie haben zwei gemeinsame Kinder, einen Sohn und eine Tochter.
Seit 2024 ist Nath Teil des YouTube-Projekts "Dice Actors" zusammen mit Rieke Werner, Patrick Baehr, Tim Schwarzmeier und Patrick Keller.

## Sprechrollen (Auswahl)
Lupita Nyong’o
- 2013: 12 Years a Slave (Patsey)
- 2014: Non-Stop (Gwen Lloyd)
- 2016: Queen of Katwe (Nakku Harriet)
- 2019: Wir (Adelaide Wilson/Red)

Dakota Johnson
- 2015: Fifty Shades of Grey (Anastasia Steele)
- 2015: A Bigger Splash (Penelope Lanier)
- 2015: Black Mass (Lindsey Cyr)
- 2016: How to Be Single (Alice)
- 2017: Fifty Shades of Grey – Gefährliche Liebe (Anastasia Steele)
- 2018: Fifty Shades of Grey - Befreite Lust (Anastasia Steele)

Karen Gillan
- 2014: Guardians of the Galaxy (Nebula)
- 2017: Guardians of the Galaxy Vol. 2 (Nebula)
- 2017: Jumanji: Willkommen im Dschungel (Ruby Roundhouse)
- 2018: Avengers: Infinity War (Nebula)
- 2019: Avengers: Endgame (Nebula)
- 2019: Stuber – 5 Sterne Undercover (Sara Morris)
- 2019: Jumanji: The Next Level (Ruby Roundhouse)
- 2020: Ruf der Wildnis (Mercedes)
- 2021, 2023: What If…? (Nebula)
- 2022: Thor: Love and Thunder (Nebula)
- 2022: The Guardians of the Galaxy Holiday Special (Nebula)
- 2022: Top Gun: Maverick für Monica Barbaro als Natasha Trace (Phoenix)
- 2023: Guardians of the Galaxy Vol. 3 (Nebula)

### Filme
- 1996: X – The Movie
- 2003: Popstar auf Umwegen (Melina Bianco)
- 2003: In einem Land vor unserer Zeit X – Die große Reise (Littlefoot)
- 2003: School of Rock (Tornika)
- 2004: Ginger Snaps II – Entfesselt (Ghost)
- 2005: In einem Land vor unserer Zeit XI – Das Geheimnis der kleinen Saurier (Littlefoot)
- 2005: Die Eishockey-Prinzessin (Kaitlin Hayes)
- 2006: In einem Land vor unserer Zeit XII – Die große Flugschau (Littlefoot)
- 2006: Das Mädchen, das durch die Zeit sprang
- 2007: In einem Land vor unserer Zeit XIII – Auf der Suche nach dem Beerental (Littlefoot)
- 2007: Hugo, das Dschungeltier – Auf und Davon (Rita)
- 2007: Barbie als die Prinzessin der Tierinsel (Prinzessin Luciana/Tallulah)
- 2008: Shutter – Sie sehen dich (Saiko Nakamura)
- 2008: The Midnight Meat Train (Erika Sakaki)
- 2008: Natürlich blond 3 – Jetzt geht’s doppelt weiter (Annabelle Woods)
- 2008: Das gelbe Segel (Martine)
- 2008: Glamour Clique – Cinderellas Rache (Massie Block)
- 2008: iCarly: Trouble in Tokio (Carly Shay)
- 2008: Ein göttliches Paar (Taani Gupta)
- 2009: Party Animals 3 – Willkommen auf der Uni
- 2009: I Love You, Beth Cooper (Cammy Alcott)
- 2009: Scooby-Doo – Das Abenteuer beginnt (Daphne)
- 2009: Die Zauberer an Bord mit Hannah Montana (Bailey Pickett)
- 2009: Spectacular! (Tajid)
- 2010: Scooby-Doo – Der Fluch des See-Monsters (Daphne)
- 2010: Gainsbourg – Der Mann, der die Frauen liebte (France Gall)
- 2010: Triple Dog (Sarah)
- 2010: Die Hochzeitsplaner – Band Baaja Baaraat (Shruti Kakkar)
- 2010: And Soon the Darkness (Ellie)
- 2010: Burlesque (Anna)
- 2011: Naokos Lächeln (Midori)
- 2011: Beverly Hills Chihuahua 2 (Pep)
- 2012: Solang ich lebe – Jab Tak Hai Jaan (Akira Rai)
- 2013: My Little Pony: Equestria Girls (Rarity)
- 2014: My Little Pony: Equestria Girls – Rainbow Rocks (Rarity)
- 2014: PK – Andere Sterne, Andere Sitten (Jagat „Jaggu“ Janani Sahni)
- 2016: Findet Dorie (Wal-hai Destiny für Kaitlin Olson)
- 2017: Der Dunkle Turm (Arra Champignon)
- 2019: Anna (Anna)
- 2020: The Grudge (Detective Muldoon für Andrea Riseborough)
- 2020: Underwater – Es ist erwacht (Emily für Jessica Henwick)
- 2020: Der Unsichtbare (Emily Kass)
- 2020: Bloodshot (KT für Eiza González)
- 2020: Tenet (Wheeler für Fiona Dourif)
- 2020: The Devil All the Time (Sandy Henderson für Riley Keough)
- 2021: Army of the Dead (Chambers für Samantha Win)
- 2022: LEGO Star Wars Sommerurlaub (Rose Tico)
- 2023: Wish (Sakina, Ashas Mutter)
- 2024: Rebel Moon – Teil 2: Die Narbenmacherin (Kora / Arthelais)
- 2024: Dune: Part Two (Alia Atreides)
- 2025: Schneewittchen (Die Böse Königin)

### Serien
- 1998: Kare Kano (Yukino Miyazawa)
- 2000: Angel Sanctuary (Sara Mudô)
- 2001: X – Die Serie (Yuzuriha Nekoi)
- 2001: Yu-Gi-Oh! (Téa Gardner)
- 2002–2003: Gundam Seed (Cagalli Yula Athha)
- 2003–2004: Der Sleepover Club (Tayla)
- 2004: Unfabulous (Geena Fabiano)
- 2004: Dragon Hunters – Die Drachenjäger (Zaza)
- 2004: Elfen Lied (Nana)
- 2005: He Is My Master (Izumi Sawatari)
- 2006: Rozen Maiden (Hinaichigo)
- 2006: ×××HOLiC (Mokona)**
- 2006: Ruby Gloom (Ruby Gloom)
- 2006: Creepie (Creepie)
- 2006–2009: Kyle XY (Katie)
- 2006–2010: Heroes Reborn (Miko Otomo)
- 2007: Power Rangers Operation Overdrive (Rose Ortiz)
- 2007: Air Gear (Ringo Noyamano [S1])
- 2007: Black Lagoon (Maki)
- 2007–2008: Magister Negi Magi (Negi Springfield)
- 2007–2012: iCarly (Carly Shay)
- 2008: Vampire Knight (Rima Toya)
- 2008: Zack & Cody an Bord (Bailey Pickett [S1])
- 2009: Wow! Wow! Wubbzy! (Wubbzy)
- 2009: The Mentalist (Christine Tanner)
- 2009: Zombie-Loan (Koyomi Yoimachi)
- 2009: Claymore (Riful)
- 2009: Prison Break (Sufe Bradshaw als Ehefrau)
- 2010–2013: Nikita (Jaden)
- 2010: Being Erica – Alles auf Anfang (Samantha „Sam“ Strange)
- 2010: Black Butler (Ran-Mao)
- 2011–2019: My Little Pony – Freundschaft ist Magie (Rarity)
- 2011–2016: Downton Abbey (Sybil Crawley)
- 2011: Skins (Tea Marvelli)
- 2011: Gigantic (Piper Katins)
- 2012–2019: Scandal (Katie Lowes als Quinn Perkins)
- 2012: Puella Magi Madoka Magica (Kyubey)
- 2012: Star Wars: The Clone Wars (Orphne)
- 2013–2015: Banshee: Small Town. Big Secrets. (Nola Longshadow)
- 2014: Two and a Half Men (Nicole)
- 2015: Vampire Diaries (Gabrielle Walsh als Monique)
- 2015–2016: Chicago Fire (Jessica „Chili“ Chilton)
- 2016: The Path (Sarah Jones als Alison Kemp)
- 2016: American Horror Story (Alexandra Daddario als Natacha Rambova)
- 2016–2017: Marvel’s Agents of S.H.I.E.L.D. (Mallory Jansen als Aida / Madame Hydra)
- 2018: Deception – Magie des Verbrechens (Ilfenesh Hadera als Kay Daniels)
- 2018: Made in Abyss als (Nat)
- 2018, 2020: Supergirl (Odette Annable als Samantha Arias / Reign)
- 2019: Pennyworth (Emma Paetz als Martha Kane)
- 2019: The Promised Neverland als Ray (jung)
- 2020–2023: Hunters (Jerrika Hinton als Millie Morris)
- 2021–2023: iCarly (2021)  (Miranda Cosgrove als Carly Shay)
- 2024: The Acolyte (Jodie Turner-Smith als Mutter Aniseya)
- seit 2023: Ninjago: Aufstieg der Drachen (Nicole Oliver als Zeatrix Vespasian-Orus)

- 2023–2024: American Horror Story (Kim Kardashian als Siobhan Walsh)

### Videospiele
- 2009: Batman: Arkham Asylum (Harley Quinn)
- 2011: Batman: Arkham City (Harley Quinn)
- 2015: Batman: Arkham Knight (Harley Quinn)
- 2015: Overwatch (Mei)
- 2025: Assassin’s Creed Shadows (Fujibayashi Naoe)

## Hörbücher & Hörspiele (Auswahl)
- 2016: Findet Dorie, Hörverlag – ISBN 978-3-8445-2379-9 (Romanadaption)
- 2016: Findet Dorie, Edel Kids Verlag (Das Original-Hörspiel zum Film)
- 2018: Karen Cleveland: Wahrheit gegen Wahrheit, Der Hörverlag, ISBN 978-3-8445-2988-3
- 2018: Ann Kidd Taylor: Shark Club – Eine Liebe so ewig wie das Meer, Der Hörverlag, ISBN 978-3-8445-2883-1 (ungekürzt: Audible)
- 2021: Claire Douglas: Beste Freundin – Niemand lügt so gut wie du (unter anderem gemeinsam mit Lisa Bitter und Beate Himmelstoß), Der Hörverlag, ISBN 978-3-8445-4141-0
- 2022: Rosa Schwarz & Lea Schmidbauer: Ostwind – Ein Freund für Feuersturm, Der Hörverlag, ISBN 978-3-8445-4549-4
- 2023: Rosa Schwarz: Ein gefährliches Rennen, Der Hörverlag & BookBeat, ISBN 978-3-8445-4842-6 (Die Ostwind-Abenteuer-Reihe 5)
- 2024: Katelyn Doyle: Die Wette mit dem Ex, Der Hörverlag, ISBN 978-3-8371-6856-3 (Roman, mit Elmar Börger)
- 2025: Carina Schnell: Keep my Heart Safe, Hörbuch Hamburg, ISBN 978-3-8449-4218-7 (Roman, mit Oliver Kube)

## Auszeichnungen
- 2022: Deutscher Schauspielpreis – Synchronpreis „Die Stimme“